# Chevrolet Monza
Chevrolet Monza är en bilmodell som introducerades i september 1974 och tillverkades i årsmodellerna 1975-1980. Chevrolet Monza baserades på Chevrolet Vega.